# Fußball-Club Energie Cottbus 1999-2000
Questa voce raccoglie le informazioni riguardanti il Fußball-Club Energie Cottbus nelle competizioni ufficiali della stagione 1999-2000.

## Stagione
Nella stagione 1999-2000 l'Energie Cottbus, allenato da Eduard Geyer, concluse il campionato di 2. Bundesliga al 3º posto e fu promosso in Bundesliga. In Coppa di Germania l'Energie Cottbus fu eliminato agli ottavi di finale dal Friburgo.

## Rosa
| N. |                     | Ruolo | Calciatore        |
| -- | ------------------- | ----- | ----------------- |
| 1  | Germania (bandiera) | P     | Thomas Köhler     |
| 3  | Germania (bandiera) | D     | Christian Beeck   |
| 4  | Germania (bandiera) | C     | Jörg Scherbe      |
| 5  | Bulgaria (bandiera) | D     | Canko Cvetanov    |
| 6  | Germania (bandiera) | C     | Detlef Irrgang    |
| 7  | Germania (bandiera) | C     | Mike Jesse        |
| 10 | Germania (bandiera) | C     | Steffen Heidrich  |
| 11 | Croazia (bandiera)  | A     | Antun Labak       |
| 13 | Polonia (bandiera)  | D     | Witold Wawrzyczek |
| 14 | Albania (bandiera)  | D     | Rudi Vata         |
| 15 | Germania (bandiera) | D     | Rayk Schröder     |
| 16 | Benin (bandiera)    | C     | Moussa Latoundji  |
| 17 | Ungheria (bandiera) | D     | János Mátyus      |
| 18 | Ucraina (bandiera)  | C     | Olexji Kurylenko  |
| 19 | Germania (bandiera) | D     | Matthias Maucksch |

| N. |                                 | Ruolo | Calciatore           |
| -- | ------------------------------- | ----- | -------------------- |
| 20 | Germania (bandiera)             | C     | Olaf Renn            |
| 20 | Germania (bandiera)             | C     | René Trehkopf        |
| 21 | Brasile (bandiera)              | A     | Franklin Bittencourt |
| 22 | Germania (bandiera)             | C     | Dietmar Wuttke       |
| 23 | Bosnia ed Erzegovina (bandiera) | P     | Tomislav Piplica     |
| 24 | Ungheria (bandiera)             | C     | Vasile Miriuță       |
| 25 | Germania (bandiera)             | A     | Marcel Rath          |
| 26 | Germania (bandiera)             | A     | Matthias Müller      |
| 28 | Germania (bandiera)             | P     | Marco Eckstein       |
| 29 | Serbia (bandiera)               | A     | Miroslav Jović       |
| 30 | Svezia (bandiera)               | C     | Jonny Rödlund        |
| 31 | Canada (bandiera)               | D     | Kevin McKenna        |
| 33 | Canada (bandiera)               | P     | Lars Hirschfeld      |
| 34 | Germania (bandiera)             | A     | Sebastian Helbig     |

## Organigramma societario
Area tecnica
- Allenatore: Eduard Geyer
- Allenatore in seconda: Hagen Reeck, Petrik Sander
- Preparatore dei portieri:
- Preparatori atletici:

## Calciomercato

### Sessione estiva
| Acquisti | Acquisti          | Acquisti           | Acquisti |
| R.       | Nome              | da                 | Modalità |
| -------- | ----------------- | ------------------ | -------- |
| C        | Jörg Scherbe      | Monaco 1860 II     |          |
| D        | Christian Beeck   | Fortuna Düsseldorf |          |
| P        | Lars Hirschfeld   | Energie Cottbus II |          |
| P        | Thomas Köhler     | Dinamo Dresda      |          |
| D        | Matthias Maucksch | Norimberga         |          |
| C        | Olaf Renn         | Fortuna Colonia    |          |
| C        | Jonny Rödlund     | Västerås SK        |          |
| C        | René Trehkopf     | Energie Cottbus II |          |

| Cessioni | Cessioni           | Cessioni      | Cessioni |
| R.       | Nome               | a             | Modalità |
| -------- | ------------------ | ------------- | -------- |
| D        | Moudachirou Amadou | Karlsruhe     |          |
| D        | Thomas Hoßmang     | Dresdner SC   |          |
| A        | Sven Kubis         | Lok Stendal   |          |
| C        | Piotr Rowicki      | Bremerhaven   |          |
| D        | Hasan Vural        | Antalyaspor   |          |
| P        | Kay Wehner         | Union Berlino |          |
| C        | Jens-Uwe Zöphel    | Union Berlino |          |

### Sessione invernale
| Acquisti | Acquisti       | Acquisti    | Acquisti |
| R.       | Nome           | da          | Modalità |
| -------- | -------------- | ----------- | -------- |
| D        | János Mátyus   | Ferencváros |          |
| P        | Marco Eckstein | Lok Stendal |          |

| Cessioni | Cessioni | Cessioni | Cessioni |
| R.       | Nome     | a        | Modalità |
| -------- | -------- | -------- | -------- |

## Risultati

### 2. Bundesliga

#### Girone di andata
| Arbitro: | Zerr |

|                         |           |  |
| Latoundji 61’ Labak 84’ | Marcatori |  |

| Arbitro: | Frank |

|  |           |                                                 |
|  | Marcatori | 44’ Schröder 48’ Latoundji 89’ Labak 90’ Helbig |

| Arbitro: | Kammerer |

|                         |           |  |
| Vata 25’ Labak 32’, 83’ | Marcatori |  |

| Arbitro: | Lange |

|          |           |  |
| Türr 81’ | Marcatori |  |

| Arbitro: | Anklam |

|                           |           |  |
| Labak 28’ Bittencourt 79’ | Marcatori |  |

| Arbitro: | Gettke |

|            |           |  |
| Keuler 57’ | Marcatori |  |

| Arbitro: | Heynemann |

|                          |           |                                                          |
| Bittencourt 8’ Labak 48’ | Marcatori | 15’ Tetzner 69’ Jendrossek 73’ (rig.) Mehlhorn 83’ Kunze |

| Arbitro: | Sippel |

|                                  |           |                                                      |
| Bałuszyński 66’ Weber 76’ (rig.) | Marcatori | 34’ Latoundji 57’ Heidrich 61’ Wawrzyczek 77’ Helbig |

| Arbitro: | Wezel |

|           |           |  |
| Labak 77’ | Marcatori |  |

| Arbitro: | Trautmann |

|            |           |                                     |
| Rösler 18’ | Marcatori | 81’ Latoundji 83’ Beeck 90’ Miriuță |

| Arbitro: | Scheppe |

|                               |           |                |
| Bittencourt 4’ Labak 29’, 38’ | Marcatori | 16’, 20’ Krieg |

| Arbitro: | Hilmes |

|                        |           |                        |
| Ašanin 2’ van Lent 13’ | Marcatori | 25’ Miriuță 29’ Helbig |

| Arbitro: | Gagelmann |

|                                                |           |                |
| Latoundji 8’ Bittencourt 12’, 65’ Heidrich 17’ | Marcatori | 60’ Lämmermann |

| Arbitro: | Perl |

|                     |           |               |
| Zhou 29’ Vincze 60’ | Marcatori | 87’ Latoundji |

| Arbitro: | Kreyer |

|             |           |  |
| Polunin 19’ | Marcatori |  |

| Arbitro: | Schmidt |

|                                               |           |  |
| Rath 7’, 71’ Bittencourt 17’, 57’ Miriuță 83’ | Marcatori |  |

| Arbitro: | Hauer |

|                                                   |           |            |
| Lottner 11’ (rig.), 40’ Scherz 35’ Hasenhüttl 90’ | Marcatori | 77’ Helbig |

#### Girone di ritorno
| Arbitro: | Kammerer |

|                      |           |  |
| Mousavi 20’ Graf 90’ | Marcatori |  |

| Arbitro: | Schütz |

|  |           |              |
|  | Marcatori | 30’ Backhaus |

| Arbitro: | Kinhöfer |

|           |           |  |
| Klopp 14’ | Marcatori |  |

| Arbitro: | Keßler |

|                                    |           |                             |
| Labak 14’, 63’, 70’ Wawrzyczek 53’ | Marcatori | 17’ Schmidt 26’ Felgenhauer |

| Arbitro: | Margenberg |

|              |           |             |
| Beliakov 37’ | Marcatori | 21’ Rödlund |

| Arbitro: | Weiner |

|                  |           |  |
| Beeck 84’ (rig.) | Marcatori |  |

| Arbitro: | Koop |

|                |           |                            |
| Bittermann 42’ | Marcatori | 58’ Mátyus 90’ Bittencourt |

| Arbitro: | Hauer |

|          |           |           |
| Rath 82’ | Marcatori | 17’ Weber |

| Arbitro: | Scheppe |

|                                         |           |                            |
| Stendel 1’ Reinhardt 12’ Kobylański 59’ | Marcatori | 47’ Bittencourt 61’ Mátyus |

| Arbitro: | Schößling |

|                                 |           |  |
| Rödlund 28’ Hilfiker 54’ (aut.) | Marcatori |  |

| Arbitro: | Weber |

|            |           |  |
| Lakies 62’ | Marcatori |  |

| Arbitro: | Steinborn |

|                           |           |                           |
| Bittencourt 11’ Labak 60’ | Marcatori | 16’ Ketelaer 44’ van Lent |

| Arbitro: | Fandel |

|                  |           |  |
| Vanderbroeck 84’ | Marcatori |  |

| Arbitro: | Werthmann |

|                                 |           |                          |
| Cissé 20’ (aut.) Labak 53’, 63’ | Marcatori | 72’ Balitsch 75’ Protzel |

| Arbitro: | Wack |

|                               |           |                       |
| Heidrich 35’ Miriuță 63’, 79’ | Marcatori | 56’ Polunin 69’ Marin |

| Arbitro: | Kinhöfer |

|                  |           |                          |
| Simon 68’ (rig.) | Marcatori | 25’ Schröder 65’ Rödlund |

| Arbitro: | Fleischer |

|                         |           |  |
| Irrgang 43’ Miriuță 49’ | Marcatori |  |

### Coppa di Germania
| Arbitro: | Margenberg |

|  |           |                |
|  | Marcatori | 89’ Wawrzyczek |

| Arbitro: | Wagner |

|  |           |            |
|  | Marcatori | 89’ Helbig |

| Arbitro: | Kemmling |

|                                         |                      |                                             |
| Latoundji 18’ Wawrzyczek 117’           | Marcatori            | 9’ Asamoah 107’ Sand                        |
| Jesse Miriuță Heidrich Beeck Wawrzyczek | Tiri di rigore 5 – 4 | Thon Wilmots van Kerckhoven Kmetsch Alpuğan |

| Arbitro: | Buchhart |

|                       |           |  |
| Sellimi 45’ Bruns 49’ | Marcatori |  |

## Statistiche

### Statistiche di squadra
| Competizione      | Punti | In casa | In casa | In casa | In casa | In casa | In casa | In trasferta | In trasferta | In trasferta | In trasferta | In trasferta | In trasferta | Totale | Totale | Totale | Totale | Totale | Totale | DR  |
| Competizione      | Punti | G       | V       | N       | P       | Gf      | Gs      | G            | V            | N            | P            | Gf           | Gs           | G      | V      | N      | P      | Gf     | Gs     | DR  |
| ----------------- | ----- | ------- | ------- | ------- | ------- | ------- | ------- | ------------ | ------------ | ------------ | ------------ | ------------ | ------------ | ------ | ------ | ------ | ------ | ------ | ------ | --- |
| 2. Bundesliga     | 58    | 17      | 13      | 2       | 2       | 40      | 17      | 17           | 5            | 2            | 10           | 22           | 25           | 34     | 18     | 4      | 12     | 62     | 42     | +20 |
| Coppa di Germania | -     | 1       | 0       | 1       | 0       | 2       | 2       | 3            | 2            | 0            | 1            | 2            | 2            | 4      | 2      | 1      | 1      | 4      | 4      | 0   |
| Totale            | 58    | 18      | 13      | 3       | 2       | 42      | 19      | 20           | 7            | 2            | 11           | 24           | 27           | 38     | 20     | 5      | 13     | 66     | 46     | +20 |

### Andamento in campionato
| Giornata  | 1 | 2 | 3 | 4 | 5 | 6 | 7 | 8 | 9 | 10 | 11 | 12 | 13 | 14 | 15 | 16 | 17 | 18 | 19 | 20 | 21 | 22 | 23 | 24 | 25 | 26 | 27 | 28 | 29 | 30 | 31 | 32 | 33 | 34 |
| --------- | - | - | - | - | - | - | - | - | - | -- | -- | -- | -- | -- | -- | -- | -- | -- | -- | -- | -- | -- | -- | -- | -- | -- | -- | -- | -- | -- | -- | -- | -- | -- |
| Luogo     | C | T | C | T | C | T | C | T | C | T  | C  | T  | C  | T  | T  | C  | T  | T  | C  | T  | C  | T  | C  | T  | C  | T  | C  | T  | C  | T  | C  | C  | T  | C  |
| Risultato | V | V | V | P | V | P | P | V | V | V  | V  | N  | V  | P  | P  | V  | P  | P  | P  | P  | V  | N  | V  | V  | N  | P  | V  | P  | N  | P  | V  | V  | V  | V  |
| Posizione | 4 | 2 | 1 | 3 | 1 | 3 | 6 | 3 | 2 | 1  | 2  | 2  | 2  | 2  | 2  | 2  | 2  | 2  | 3  | 3  | 3  | 3  | 3  | 3  | 3  | 4  | 3  | 3  | 3  | 3  | 3  | 3  | 3  | 3  |

Legenda:

Luogo: C = Casa; T = Trasferta. Risultato: V = Vittoria; N = Pareggio; P = Sconfitta.

### Statistiche dei giocatori
!! colspan="4" | Totale

| Giocatore      | 2. Bundesliga | 2. Bundesliga | 2. Bundesliga | 2. Bundesliga | Coppa di Germania C. Beeck | Coppa di Germania C. Beeck | Coppa di Germania C. Beeck | Coppa di Germania C. Beeck | 29       | 2    | 15          | 0          | 3 | 0 | 2 | 0 | 32 | 2 | 17 | 0 |
| Giocatore      | Presenze      | Reti          | Ammonizioni   | Espulsioni    | Presenze                   | Reti                       | Ammonizioni                | Espulsioni                 | Presenze | Reti | Ammonizioni | Espulsioni |   |   |   |   |    |   |    |   |
| F. Bittencourt | 28            | 10            | 5             | 1             | 4                          | 0                          | 0                          | 0                          | 32       | 10   | 5           | 1          |   |   |   |   |    |   |    |   |
| C. Cvetanov    | 19            | 0             | 6             | 0             | 4                          | 0                          | 1                          | 0                          | 23       | 0    | 7           | 0          |   |   |   |   |    |   |    |   |
| M. Eckstein    | 0             | 0             | 0             | 0             | 0                          | 0                          | 0                          | 0                          | 0        | 0    | 0           | 0          |   |   |   |   |    |   |    |   |
| S. Heidrich    | 20            | 3             | 4             | 1             | 4                          | 0                          | 1                          | 0                          | 24       | 3    | 5           | 1          |   |   |   |   |    |   |    |   |
| S. Helbig      | 28            | 4             | 5             | 0             | 3                          | 1                          | 0                          | 0                          | 31       | 5    | 5           | 0          |   |   |   |   |    |   |    |   |
| L. Hirschfeld  | 0             | 0             | 0             | 0             | 0                          | 0                          | 0                          | 0                          | 0        | 0    | 0           | 0          |   |   |   |   |    |   |    |   |
| D. Irrgang     | 23            | 1             | 0             | 0             | 2                          | 0                          | 1                          | 0                          | 25       | 1    | 1           | 0          |   |   |   |   |    |   |    |   |
| M. Jesse       | 26            | 0             | 7             | 0             | 4                          | 0                          | 1                          | 0                          | 30       | 0    | 8           | 0          |   |   |   |   |    |   |    |   |
| M. Jović       | 11            | 0             | 1             | 0             | 1                          | 0                          | 0                          | 0                          | 12       | 0    | 1           | 0          |   |   |   |   |    |   |    |   |
| O. Kurylenko   | 3             | 0             | 1             | 0             | 1                          | 0                          | 0                          | 0                          | 4        | 0    | 1           | 0          |   |   |   |   |    |   |    |   |
| T. Köhler      | 0             | 0             | 0             | 0             | 0                          | 0                          | 0                          | 0                          | 0        | 0    | 0           | 0          |   |   |   |   |    |   |    |   |
| A. Labak       | 30            | 15            | 4             | 0             | 3                          | 0                          | 0                          | 0                          | 33       | 15   | 4           | 0          |   |   |   |   |    |   |    |   |
| M. Latoundji   | 19            | 6             | 0             | 1             | 4                          | 1                          | 1                          | 0                          | 23       | 7    | 1           | 1          |   |   |   |   |    |   |    |   |
| M. Maucksch    | 5             | 0             | 1             | 0             | 1                          | 0                          | 0                          | 0                          | 6        | 0    | 1           | 0          |   |   |   |   |    |   |    |   |
| K. McKenna     | 1             | 0             | 0             | 0             | 0                          | 0                          | 0                          | 0                          | 1        | 0    | 0           | 0          |   |   |   |   |    |   |    |   |
| V. Miriuță     | 32            | 6             | 4             | 0             | 3                          | 0                          | 1                          | 0                          | 35       | 6    | 5           | 0          |   |   |   |   |    |   |    |   |
| J. Mátyus      | 11            | 2             | 6             | 0             | 0                          | 0                          | 0                          | 0                          | 11       | 2    | 6           | 0          |   |   |   |   |    |   |    |   |
| M. Müller      | 1             | 0             | 0             | 0             | 0                          | 0                          | 0                          | 0                          | 1        | 0    | 0           | 0          |   |   |   |   |    |   |    |   |
| T. Piplica     | 34            | 0             | 2             | 0             | 4                          | 0                          | 0                          | 0                          | 38       | 0    | 2           | 0          |   |   |   |   |    |   |    |   |
| M. Rath        | 21            | 3             | 3             | 0             | 0                          | 0                          | 0                          | 0                          | 21       | 3    | 3           | 0          |   |   |   |   |    |   |    |   |
| O. Renn        | 17            | 0             | 2             | 1             | 1                          | 0                          | 0                          | 0                          | 18       | 0    | 2           | 1          |   |   |   |   |    |   |    |   |
| J. Rödlund     | 14            | 3             | 3             | 0             | 0                          | 0                          | 0                          | 0                          | 14       | 3    | 3           | 0          |   |   |   |   |    |   |    |   |
| J. Scherbe     | 12            | 0             | 2             | 0             | 1                          | 0                          | 0                          | 0                          | 13       | 0    | 2           | 0          |   |   |   |   |    |   |    |   |
| R. Schröder    | 28            | 2             | 7             | 0             | 4                          | 0                          | 1                          | 0                          | 32       | 2    | 8           | 0          |   |   |   |   |    |   |    |   |
| R. Trehkopf    | 2             | 0             | 0             | 0             | 0                          | 0                          | 0                          | 0                          | 2        | 0    | 0           | 0          |   |   |   |   |    |   |    |   |
| R. Vata        | 25            | 1             | 5             | 1             | 3                          | 0                          | 0                          | 0                          | 28       | 1    | 5           | 1          |   |   |   |   |    |   |    |   |
| W. Wawrzyczek  | 25            | 2             | 10            | 0             | 4                          | 2                          | 0                          | 0                          | 29       | 4    | 10          | 0          |   |   |   |   |    |   |    |   |
| D. Wuttke      | 3             | 0             | 0             | 0             | 0                          | 0                          | 0                          | 0                          | 3        | 0    | 0           | 0          |   |   |   |   |    |   |    |   |